# Santuario della Madonna delle Grazie (Livorno)
Il santuario della Madonna delle Grazie, assai più noto come santuario di Montenero, si erge sul colle di Monte Nero, a Livorno. Il complesso, elevato al rango di basilica minore da papa Pio VII nel 1818, è tenuto dai monaci vallombrosani ed è consacrato alla Madonna delle Grazie di Montenero, patrona della Toscana ("Mater Etruriae"); il santuario comprende anche una ricca galleria di ex voto e, all'esterno, è preceduto dal famedio, il luogo di sepoltura riservato ad alcuni illustri livornesi. La festa del santuario ricorre il 15 maggio di ogni anno.

## Storia

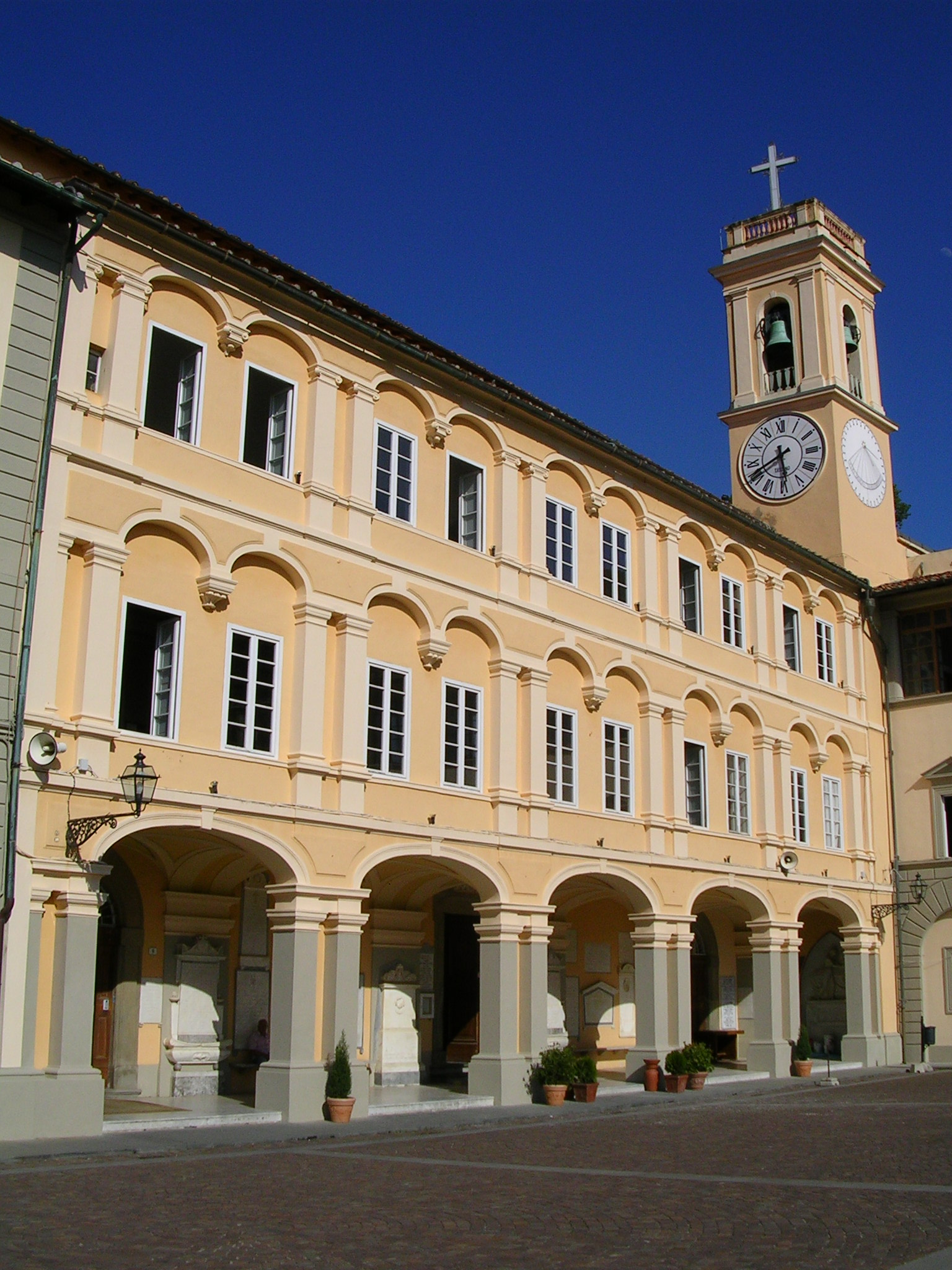
Facciata della chiesa

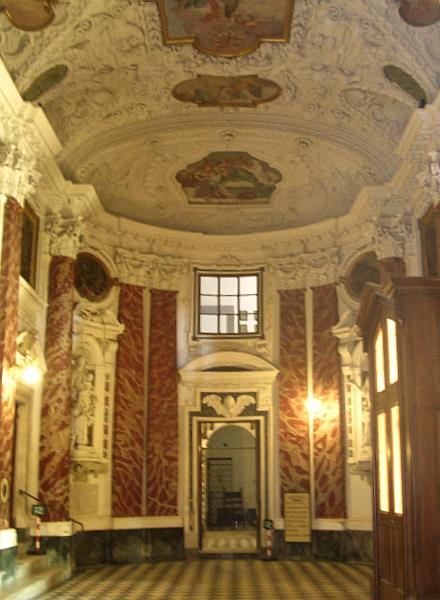
Atrio d'accesso alla chiesa

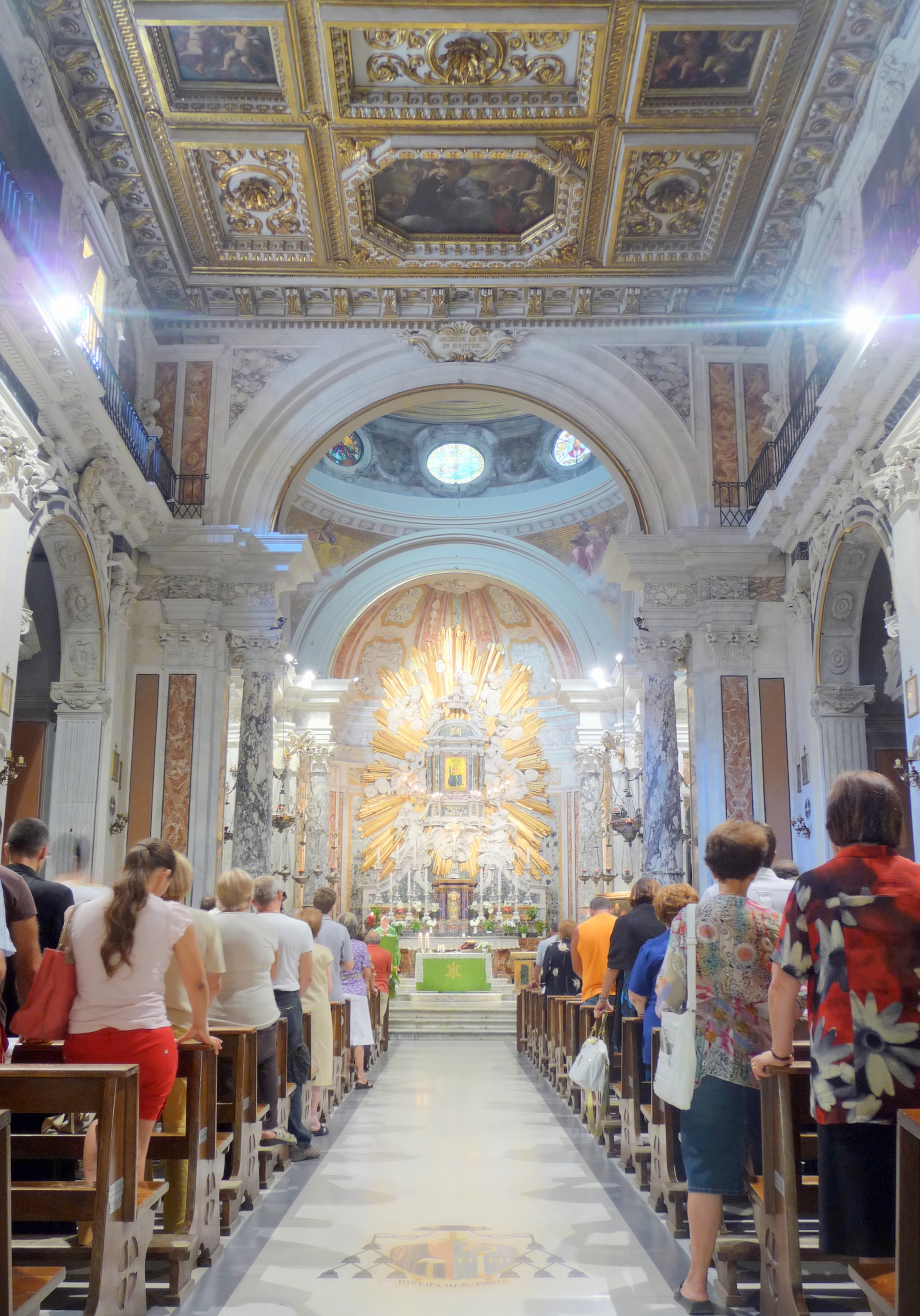
La chiesa settecentesca

Il santuario di Montenero è un complesso architettonico di origini antiche: infatti, secondo la tradizione, un pastore claudicante, nel 1345, trovando ai piedi del colle un dipinto raffigurante la Madonna, avrebbe avuto una visione grazie alla quale fu spinto a trasportare l'effigie sino in cima alla collina, dove arrivò guarito della sua malattia. Per ricordare l'episodio, all'inizio della strada che conduce al santuario fu realizzata la piccola cappella detta dell'Apparizione, risalente al 1603; questa fu ampliata nel 1723, danneggiata durante la seconda guerra mondiale e sostituita nel 1957 da una chiesa più grande.
La fama legata a quell'evento fu tanta che già sul finire del medesimo secolo i numerosi pellegrinaggi permisero l'ampliamento del primo oratorio, tenuto inizialmente dai frati terziari, poi dai gesuati (XV - XVII secolo), e quindi dai teatini (XVII - XVIII secolo). Furono proprio i teatini a iniziare i lavori di ampliamento del santuario, fino ad allora costituito da una semplice aula a pianta rettangolare. Tra la fine del Seicento e l'inizio del Settecento fu aggiunto un atrio di forma ovale riccamente decorato, mentre, intorno al 1721 e su disegno di Giovanni del Fantasia, furono iniziati i lavori nella parte posteriore della chiesa, con l'inserimento di un corpo cruciforme destinato a ospitare l'immagine sacra della Madonna, che fece assumere al complesso una pianta a croce latina.
Con la soppressione degli ordini religiosi voluta da Pietro Leopoldo, il santuario cadde in rovina, fino a quando, subentrato al potere Ferdinando III, non fu affidato alla custodia dei monaci vallombrosani, che apportarono alcuni restauri. Il 28 ottobre 1791 Ferdinando III donò in perpetuo il santuario ai monaci vallombrosani col permesso di edificarvi un'abbazia.
Dopo i restauri apportati tra la fine dell'Ottocento e l'inizio del Novecento, un importante ampliamento si registra tra gli anni sessanta e settanta del XX secolo ad opera dell'architetto Giovanni Salghetti Drioli, con il completamento del cortile di levante e la realizzazione del chiostro del convento dei vallombrosani; alcuni anni più tardi il medesimo architetto fu incaricato di eseguire il progetto della cappella dei ceri votivi (ultimata nel 1988).
Il 21 agosto 1818 il santuario fu elevato da papa Pio VII al rango di basilica minore. Il 24 aprile 1900 papa Leone XIII approvava la Messa propria della Madonna di Montenero la cui celebrazione fu concessa il 13 gennaio 1926 da papa Pio XI.
Il 15 maggio 1947 la Madonna di Montenero è stata dichiarate Mater Etruriae (patrona della Toscana) da papa Pio XII. Da allora il 15 maggio pellegrini da tutte le diocesi toscane si radunano al santuario della Madonna delle Grazie per donare l'olio santo.
L'8 ottobre 1967, in occasione del XVII convegno nazionale delle Misericordie d'Italia e in coincidenza del XX anniversario della proclamazione della Madonna di Montenero Patrona della Toscana, la Madonna di Montenero fu proclamata anche "Protettrice di tutte le Misericordie d'Italia", come ricorda un'epigrafe in marmo posta nell'atrio esterno del santuario. Il convegno si tenne alla presenza del Presidente della Camera dei Deputati, Brunetto Bucciarelli-Ducci.
Il 27 gennaio 2015 la chiesa di Santa Maria delle Grazie è stata ufficialmente elevata a santuario.

## Il santuario
Il santuario è costituito da diversi corpi di fabbrica disposti attorno ad una piazza rettangolare accessibile attraverso una scalinata.
L'edificio principale è il corpo della chiesa, preceduto da un porticato e affiancato da un campanile (1820) dotato di orologio meccanico e a meridiana: lungo il portico si trovano alcune lapidi commemorative, tra le quali si segnalano quelle di importanti famiglie maronite. Non distante dal portico è situato un bassorilievo di Antonio Vinciguerra raffigurante papa Giovanni Paolo II; l'opera ricorda la visita che il pontefice fece al santuario e alla città nel 1982.
Il tempio vero e proprio è preceduto da un atrio ovale, sontuosamente decorato con pitture di Filippo Maria Galletti.
Da qui tre ingressi conducono alla navata della chiesa barocca, coperta da un soffitto ligneo intagliato da Pietro Giambelli e dove sono collocate alcune tele del medesimo Galletti raffiguranti tre episodi della vita di san Gaetano di Thiene; il mirabile soffitto è l'unico rimasto integro a Livorno tra quelli analoghi un tempo presenti nel duomo e nella chiesa della Santissima Annunziata (distrutti durante la seconda guerra mondiale e ricostruiti in forme più semplici).
La locale basilica fu consacrata due volte: il 23 ottobre 1575 da Mons. Jacopo Bourbon dei Marchesi del Monte, arcivescovo vi Pisa al tempo dei Gesuati fondati da Giovanni Colombini, e poi il 20 marzo 1823, alla vigilia del transito di Benedetto da Norcia, da Mons. Angelo Maria Gilardoni. Presso l'altare maggiore furono collocate le seguenti reliquie sacre: il velo della Madonna, S. Bartolomeo, S. Saba, S. Marcellino. S. Giovanni Gualberto ed una particella della mitria di S. Bernardo degli Uberti.
Presso l'altare maggiore si innalza uno splendido tabernacolo, opera di Giovanni Baratta e del nipote Giovanni Antonio Cybei (1752), che racchiude l'immagine sacra della Madonna di Montenero, opera del pisano Jacopo di Michele detto il Gera  (XIV secolo). Nel transetto si trovano le statue ottocentesche di San Giovanni Gualberto e di San Bernardo, opera di Temistocle Guerrazzi, fratello del celebre Francesco Domenico. La cupola è affrescata dall'artista fiorentino Giuliano Traballesi e presenta ornati di Giuseppe Maria Terreni.

### Organo a canne
Nella chiesa vi è un organo a canne della ditta Marin e Rossi progettato in collaborazione con Fernando Germani (1965) a tre tastiere e pedaliera concavo-radiale. Le canne dell'organo sono suddivise in due corpi collocati nei due transetti e sono comandate da una consolle situata sulla cantoria di destra.

## La galleria degli ex voto

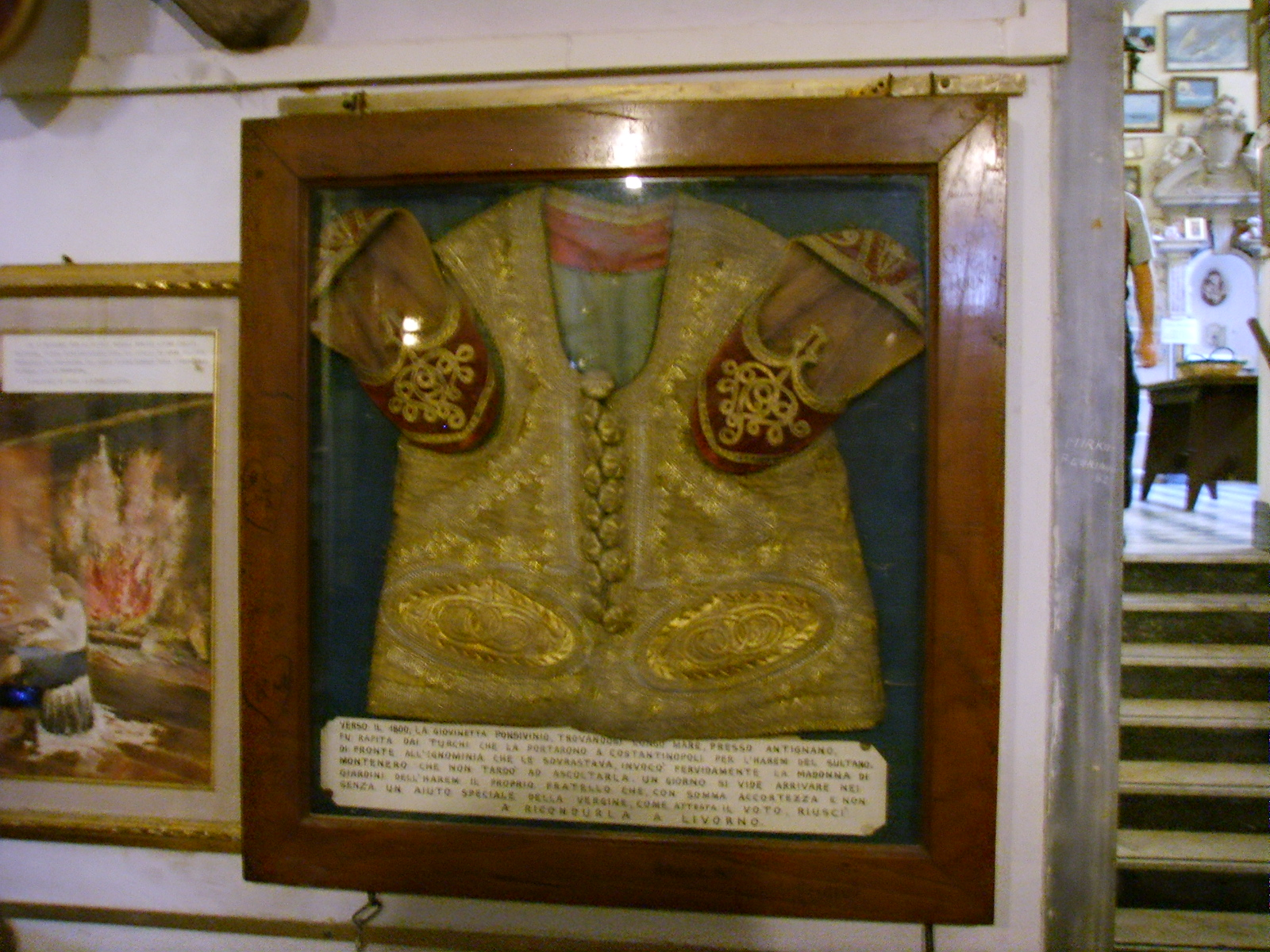
Il corpetto e le babbucce donate come ex voto

Lungo i fianchi della chiesa si snoda la galleria degli ex voto, tra le più ricche d'Italia e contenente circa 700 raffigurazioni realizzate tra l'Ottocento ed i giorni nostri. Tra gli spaccati di vita popolare di un tempo, si possono ammirare anche le tavole di Giovanni Fattori e Renato Natali.
Tra i numerosi ex voto presenti nelle gallerie attorno al santuario ve n'è uno particolarmente celebre e curioso: si tratta di un paio di babbucce di velluto rosso e di un corpetto tramato in oro, di quelli in uso negli harem di Istanbul ai primi dell'Ottocento. Appartenevano ad una ragazza livornese (Ponsivinio) che venne rapita dai turchi in mare presso Antignano e miracolosamente salvata poco tempo dopo dal fratello che era rocambolescamente riuscito a riscattarla.
Al 2024 il numero degli ex voto, in gran parte non esposti per mancanza di spazio, ammonta a più di 14.000.

## La galleria dei Comuni
Negli spazi ricavati sul retro dell'abside della chiesa si apre la galleria dei Comuni, dove sono esposti gli stemmi donati dalle giunte comunali della Toscana dopo la proclamazione della Madonna di Montenero a patrona principale della Toscana.

## L'Aula Mariana
L'Aula Mariana, inaugurata il 25 marzo 2000, si trova alle spalle della piazza di Montenero ed è stata realizzata con i finanziamenti provenienti dal Grande Giubileo.
Si tratta di una vasta sala ipogea, a pianta ovale (50 x 28 metri), capace di contenere 1.200 pellegrini e coperta da un giardino pensile; il progetto si deve alla mano di Adolfo Natalini.
Esternamente, gli elementi murari sono caratterizzati da un rivestimento in pietra che, verso la sommità, lascia spazio ad una parete intonacata; l'interno, nel quale predomina il chiarore delle superfici, è stato per lungo tempo inagibile per molteplici problemi strutturali ed oggetto di un contenzioso tra i committenti ed il costruttore.

## Il famedio

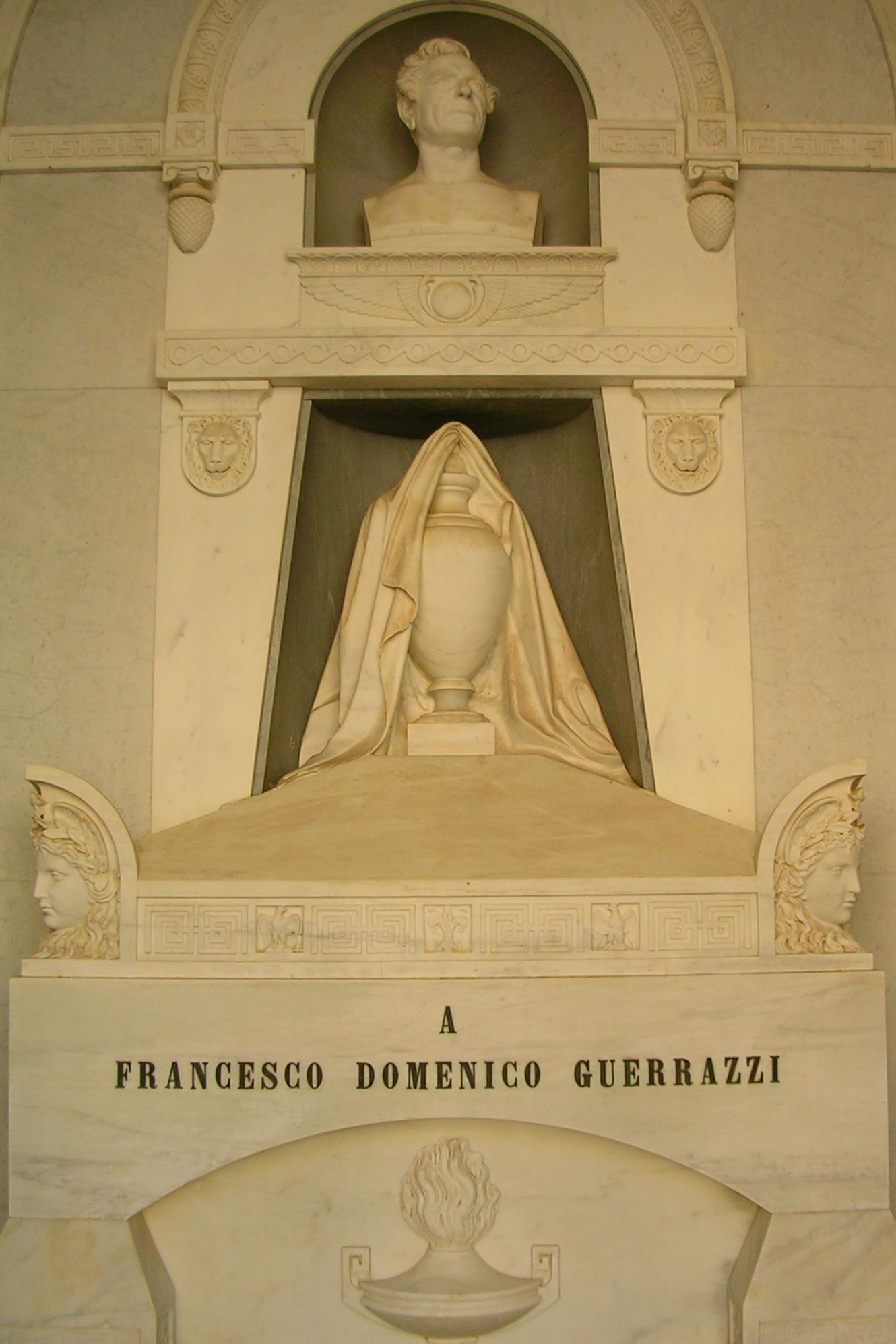
Tomba di F.D. Guerrazzi

Si tratta di un porticato che in origine doveva ospitare i dormitori dei pellegrini. Incompleto, fu allora ampliato e trasformato in una sorta di "Tempio della Fama", destinato ad ospitare le tombe dei livornesi illustri. Qui riposano ad esempio Francesco Domenico Guerrazzi, Enrico Pollastrini, Carlo Bini, Giovanni Fattori e Paolo Emilio Demi, mentre due lapidi ricordano Amedeo Modigliani e Pietro Mascagni, sepolti rispettivamente a Parigi e nel cimitero della Misericordia di Livorno.
Nello spazio del famedio si trovano anche alcune tombe dei Castelli, una ricca famiglia proveniente dall'isola di Chios, in Grecia.
La struttura è stata oggetto di un restauro, conclusosi nel settembre 2021.

## Le grotte
La presenza di grotte scavate nella collina retrostante al santuario è attestata sin dai tempi antichi e in origine probabilmente sono state anche rifugio di briganti. Tuttavia, nei primi decenni del Novecento, vennero ampliate a seguito dell'interessamento di una società di escavazione, che ottenne il permesso per l'estrazione del materiale lapideo. Dopo aver ospitato rifugi durante la seconda guerra mondiale, sono state consolidate nel 1971 e quindi aperte ai visitatori del santuario.
Causa il sopraggiungere di problemi di agibilità, le grotte sono state chiuse al pubblico dall'inizio del XXI secolo.

## Galleria d'immagini

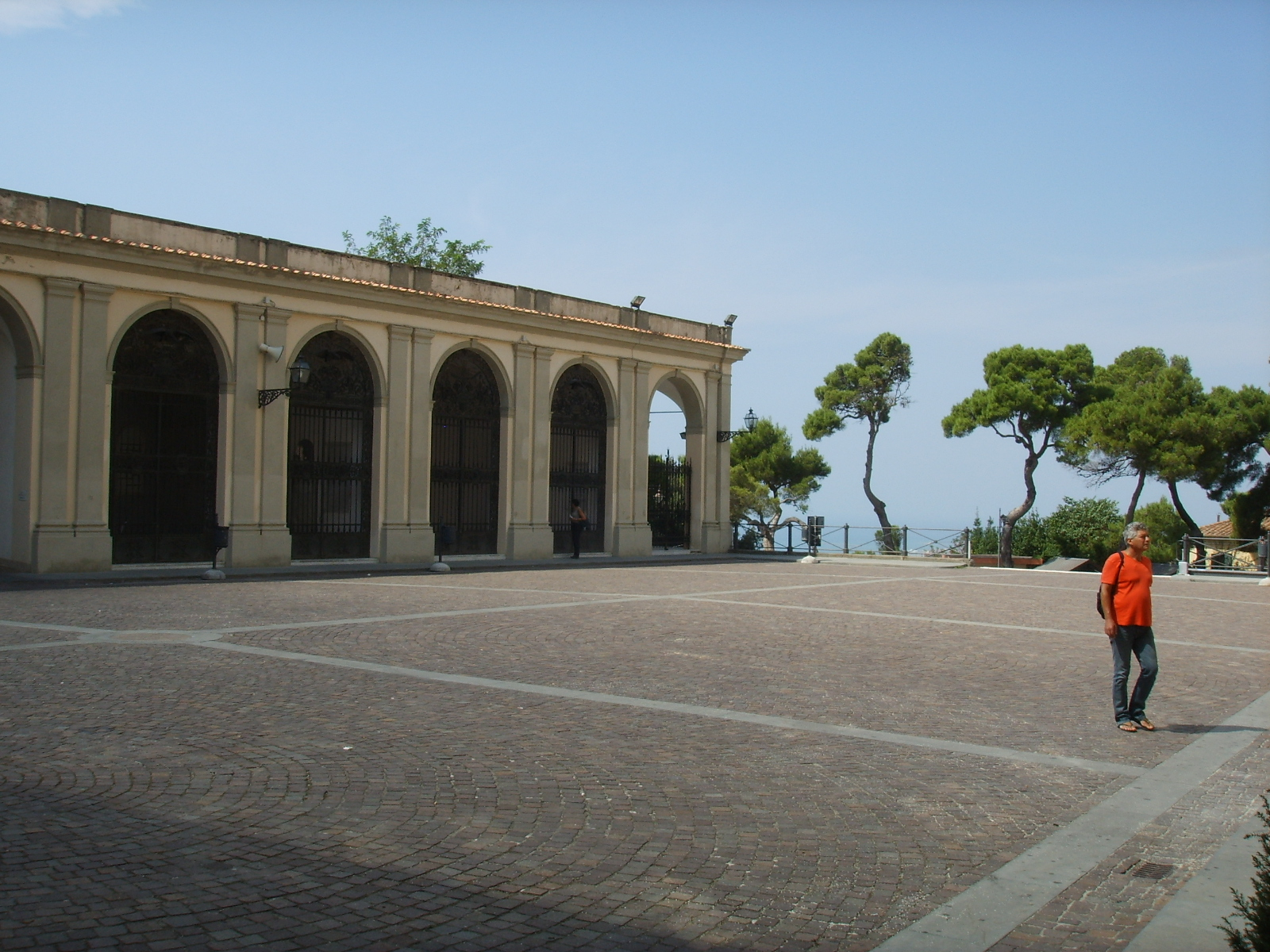
Il piazzale panoramico e il famedio
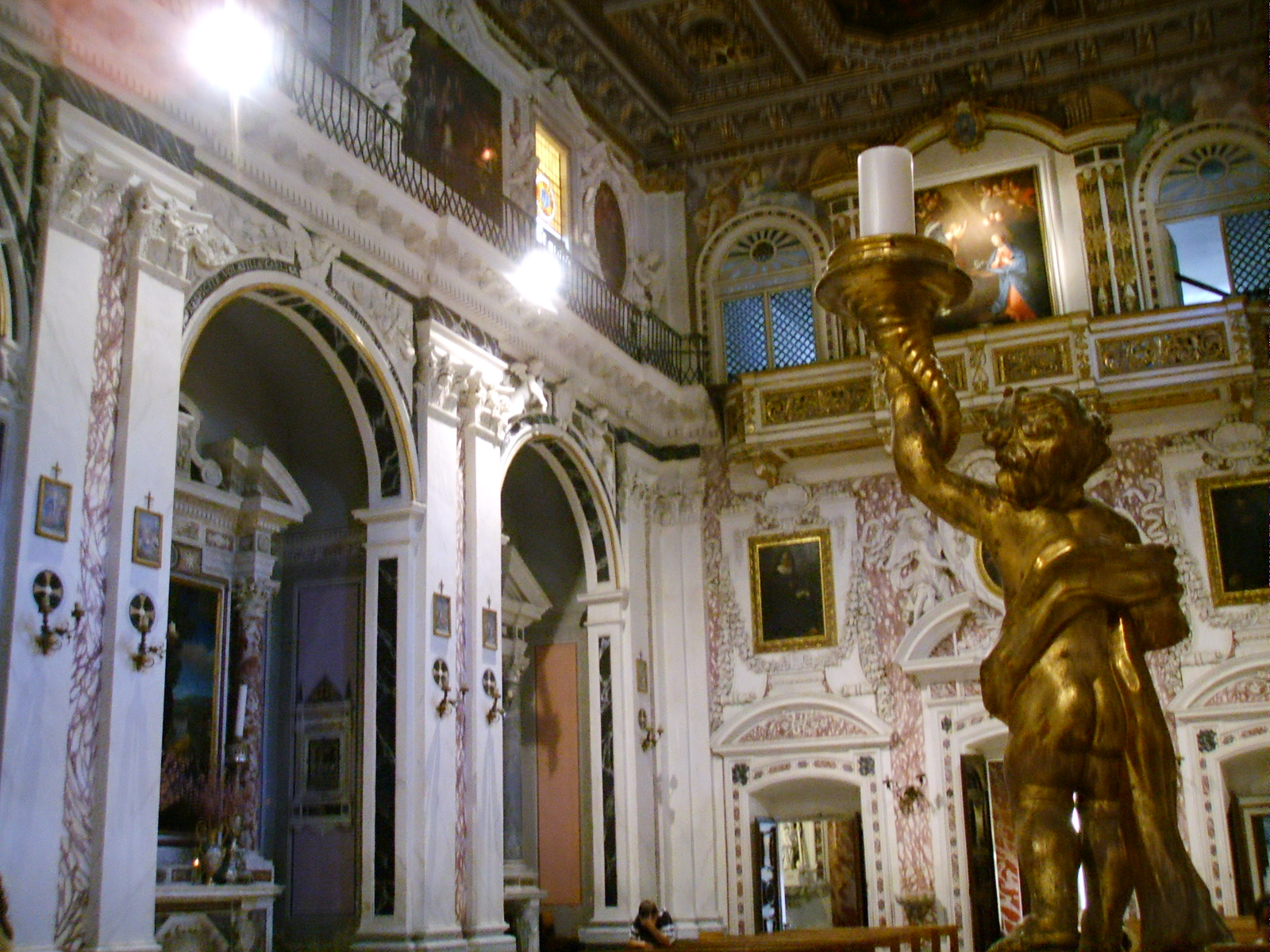
Interno della chiesa
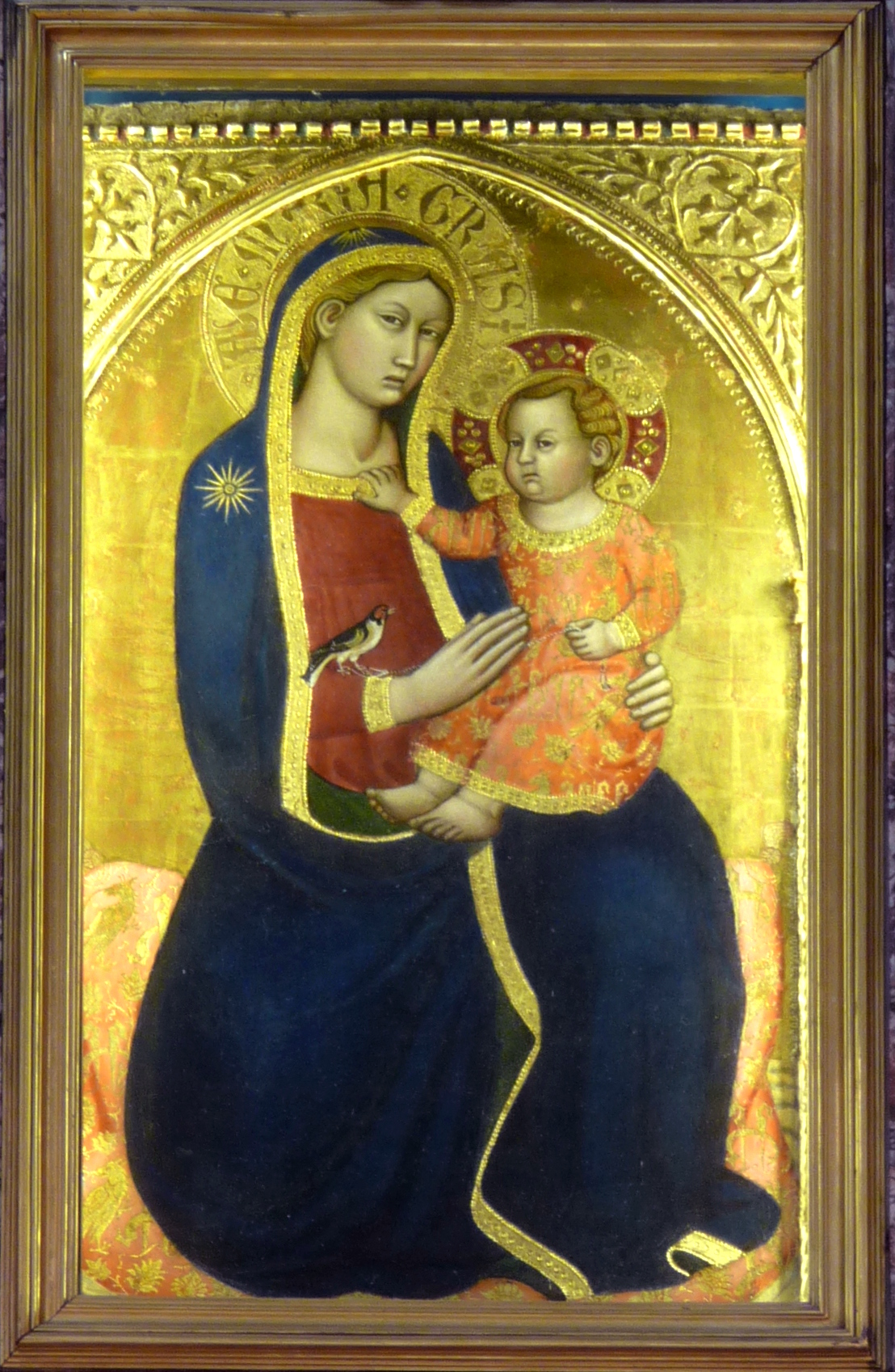
La Madonna di Montenero
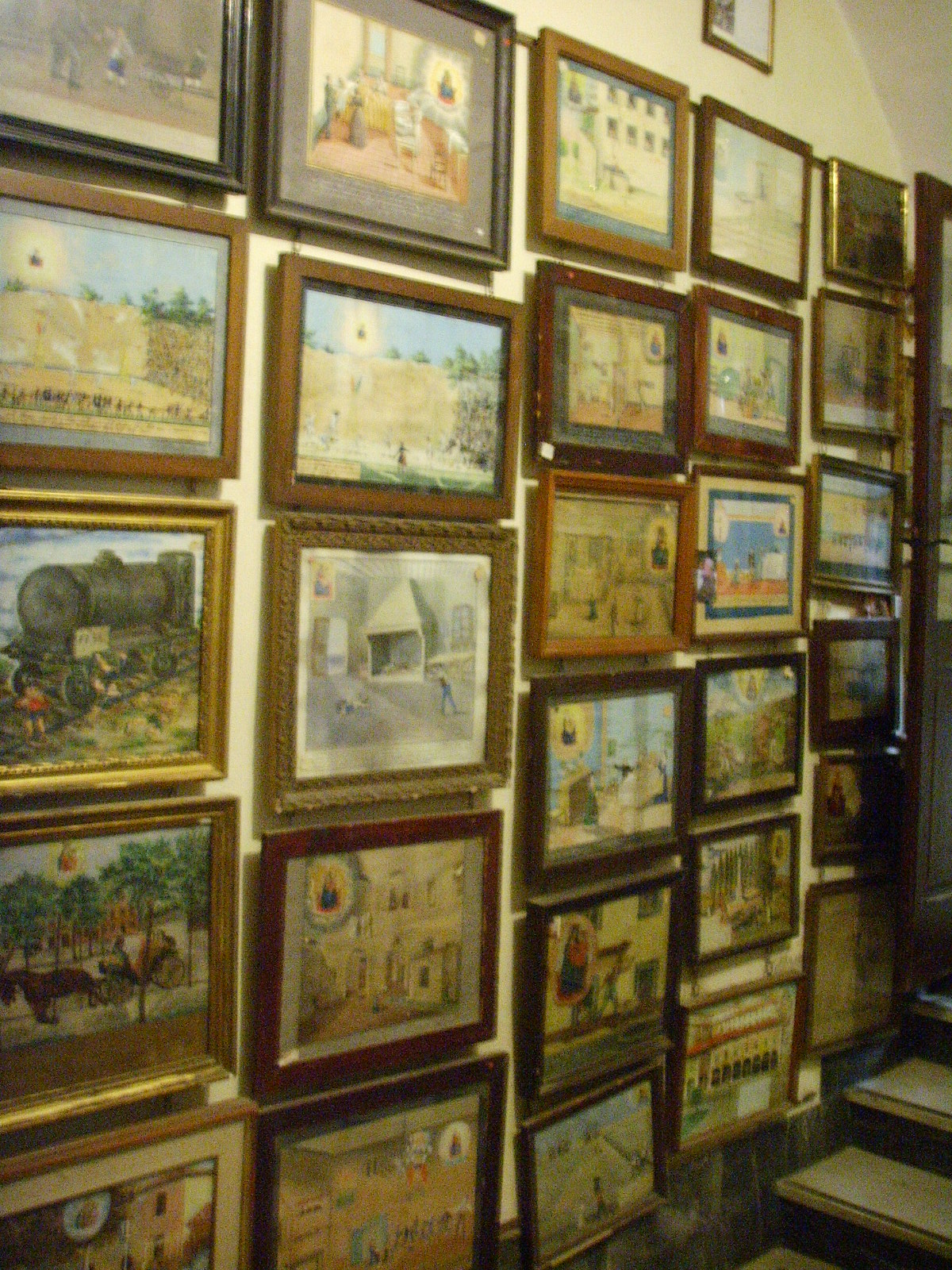
Galleria di ex voto